# 紫菜薹
紫菜薹（学名：Brassica campestris var. purpuraria）为十字花科蕓薹属下的一个变种。

## 扩展阅读
- 維基物種上的相關：紫菜薹